# 10.ª Brigada Paracaidista (Malasia)
La 10.ª Brigada Paracaidista es una unidad aérea de élite del Ejército Malayo que cumple tareas de despliegue rápido dentro y fuera del territorio nacional malayo. Frecuentemente denominada 10 Parr, es un elemento clave de la Pasukan Aturgerak Cepat.

## Inicios
La 10.ª Brigada Paracaidista se ha establecido como la principal fuerza ofensiva de Malasia en tiempos de Guerra. La creación de la misma fue propuestas por los planificadores defensivos de Malasia a finales de la década de los 70, como parte del plan para la modernización del ejército malayo. El plan originalmente no recibió mucho apoyo gubernamental debido a que la formación de tal brigada sería vista con recelo por Singapur.
En noviembre de 1988 Malasia no pudo responder a la petición de ayuda por parte de Maldivas, un país aliado, cuando ese país fue invadido por los mercenarios Tamiles. Esto provocó que los líderes malayos promoviesen formar unidades de soldados paracaidistas dentro del Ejército Malayo.

### Calendario
- 1988 - El 8.º Batallón del Real Regimiento de Cazadores es instruido y convertido como batallón de paracaidistas, siendo los primeros miembros de la nueva Fuerza Rápida de Despliegue. Este batallón fue el primer miembro de la Pasukan Aturgerak Cepat.
- 1990 - Un Batallón del Real Regimiento Malayo se une a la Pasukan Aturgerak Cepat
- 10 de octubre de 1994 - El entonces primer ministro malayo Tun Mahathir Mohamad renombra oficialmente a la 10.ª Brigada Malaya de Infantería como la 10.ª Brigada Paracaidista.
- Octubre de 1994 - La 10.ª Brigada Paracaidista realiza un ejercicio rápido de despliegue, en la que participaron elementos de casi todo el Ejército Malayo.
- 2010 - El jefe de personal del Ejército de Indonesia, el teniente general George Toisutta fue recibió la Boina Granate honoraria y las Alas Honorarias del 10.º PARA por el Jefe del Ejército Malayo, el General Tan Sri Muhammad Ismail Bin Jamaluddin, como miembro honorario de la unidad en Fort Terendak, Malacca.[1]

## Funciones

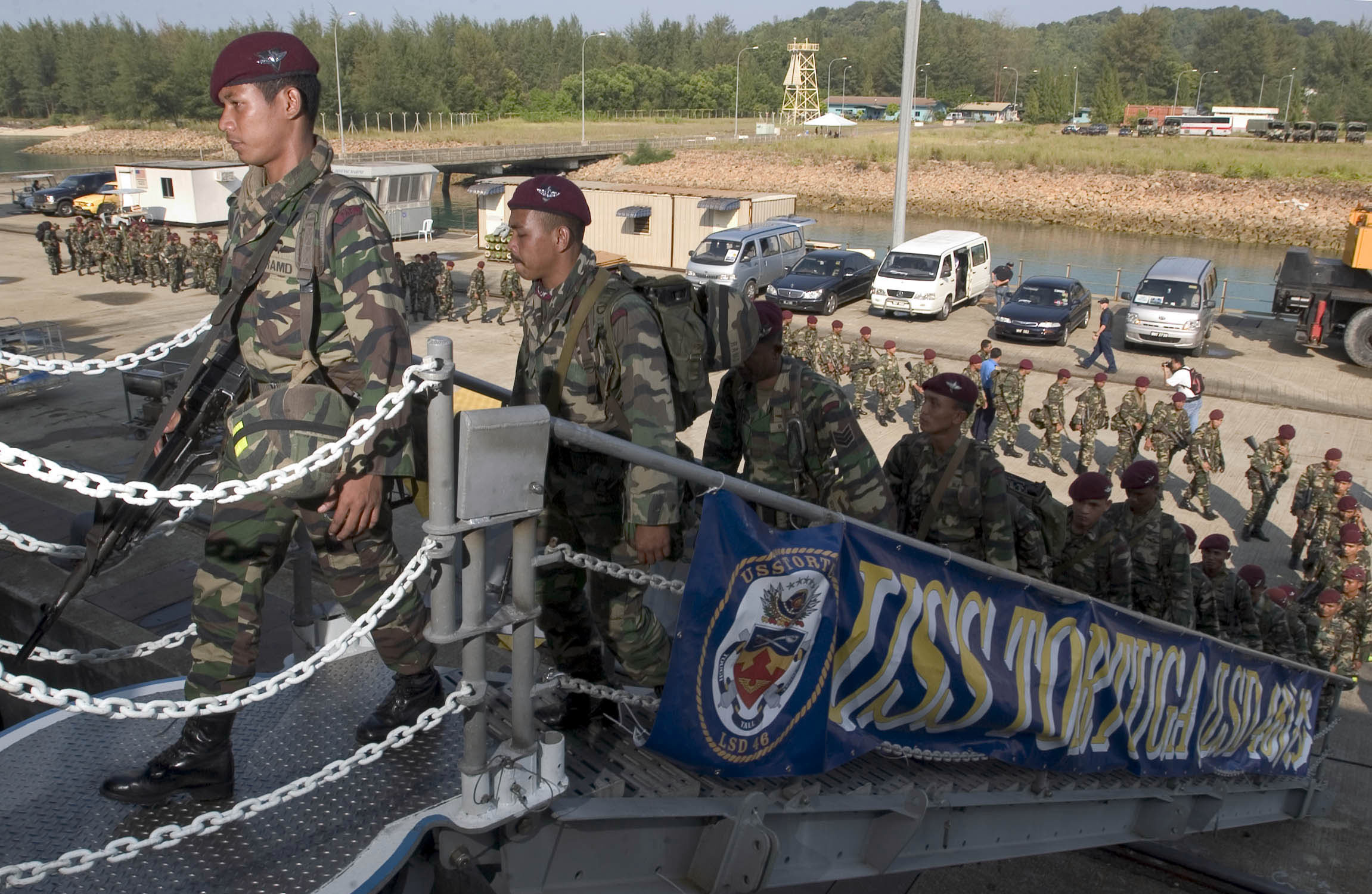
Paracaidistas malayos a punto de embarcarse.

La 10.ª PARA es una fuerza muy bien entrenada de acuerdo a su condición de fuerza de despliegue rápido. Esta especialización le permite desplegarse en un corto espacio de tiempo, siguiendo el lema de la brigada - "Tindak Pantas" (actúa rápido).
Se trata de una fuerza de élite que desarrolla un papel muy importante en el mantenimiento de la paz en el interior de Malasia. Mantiene un nivel de destreza similar al de las brigadas paracaidistas de otros países. No tiene una gran presencia pública por razones de seguridad nacional. El espíritu de cuerpo es fundamental dentro de esta fuerza, y fomenta las buenas relaciones entre los oficiales y la tropa de la misma.

## El símbolismo de la boina granate
La boina granate que caracteriza el uniforme de estas brigadas especiales recibe el nombre de Pegaso, por el caballo alado de la mitología griega. Este animal mitológico fue utilizado por las fuerzas inglesas de paracaidistas para distinguir a los candidatos durante las pruebas de selección, esto es, antes de ser aceptados como paracaidistas.

## Emblema del Décimo PARA
LemaEl apodo de 10 Párr es Tindak Pantas (Actúa Rápido).
MarchaEl lema del 10.º PARA es Tiada Misi Terlalu Sukar, Tiada Pengorbanan Terlalu Besar, Tugas Diutamakan, que significa: ninguna misión es demasiado difícil, ningún sacrificio es demasiado grande, el deber viene primero.
Boinas granatessimbolizan las 10 identidades de Párr y también a los Soldados paracaidistas ingleses durante la Segunda Guerra Mundial.
Alas de paracaídasLas llamadas Alas de paracaídas, Sayap Berdarah o Alas de Sangre, se otorgan a 10 miembros de PARA. Este título es dado a todo Soldado paracaidista que se ha sacrificado por el país por el establecimiento de esta unidad.

## Entrenando
Los miembros de la brigada deben pasar una serie de pruebas físicas para calificar (Latihan Semangat Waja) antes de poder llevar las boinas granates y saltar con paracaídas. Algunas de estas pruebas físicas son:
1. Entrenamiento de Guerra
2. Marcha de rastreo por la selva Pantanosa
3. 12 kilómetros de marcha
4. Ejecuciones de incursiones
5. 5 kilómetros de escape y evasión
6. Hacer rapel
7. Rapel en Picada
8. 22 kilómetros de marcha
9. Supervivencia
10. 33 kilómetros de navegación
11. 65 kilómetros de marcha
12. 32 kilómetros propulsando el barco de asalto
13. 7 kilómetros corriendo
14. Cruzar una aldea
15. 32 kilómetros a marcha forzada
16. Marcha del Pelotón y combate de la sección
17. Destrezas de Arsenal

Estos requisitos fueron diseñados para que el candidato esté mental y físicamente apto para saltar.
El Básico del curso de especialista incluye: 
1. Táctica de Operaciones Aéreas de Aterrizaje (TALO por su sigla en inglés)
2. Curso de Paracaídas
3. Lucha cuerpo a cuerpo (CQC)
4. HAHO
5. Curso de Francotirador
6. Experto en Demolición
7. Puntería
8. Francotiradores.

Después de completar exitosamente el curso, los oficiales pueden llevar las Boinas Granate y las Alas de Sangre y los mejores 10 son elegidos como Comandantes de Párr.

## Trivialidades
Al igual que el General de brigada Suhaimi, muchos de los líderes exitosos fueron entrenados por esta brigada, como por ejemplo los Comandantes de Ejército malasio, Dato General' Muhammad Ismail Jamaluddin y el diputado comandante de Ejército malasio, el teniente general Dato' Masood Zainal Abidin y primera Orden de la División, el teniente general Dato' Muhammad Effendi Mustaffa. Diez soldados paracaidista son considerados miembros de las fuerzas de élite de las Fuerzas armadas malasias, incluyendo no solo oficiales masculinos, sino también paracaidistas femeninos.

## Operaciones recientes
La unidad ha sido desplegada en las siguientes operaciones: 
| Operación                                                    | País           | Año  |
| ------------------------------------------------------------ | -------------- | ---- |
| Equipo Médico malayo (MASMEDTIM), Chaman                     | Pakistán       |      |
| MASMEDTIM, Cachemira                                         | Pakistán       |      |
| MASMEDTIM, Acheh                                             | Indonesia      |      |
| ESTACION de Operaciones ISLA de PADANAN SIPADAN (Obes Pasir) | Malasia        | 2006 |
| Operación Astuta                                             | Timor Oriental | 2006 |
| MALCON-UNIFIL, Líbano                                        | Líbano         | 2007 |
| el Incidente de Genting Sempah                               | Malasia        | 2007 |